# 彩虹小马直播：世界上最大的茶话会
《彩虹小馬:世界上最大的茶會》（My Little Pony Live: The World's Biggest Tea Party）是一部2005年，以孩之寶彩虹小馬系列第三季為主題的音樂劇。演出於2006至2008年。DVD於2008年9月發行。
彩虹小馬系列的音樂劇,其中主要內容為小馬們要舉辦茶會

## 外部連結
- 互联网电影数据库（IMDb）上《My Little Pony Live: The World's Biggest Tea Party》的资料（英文）
- 爛番茄上《My Little Pony Live: The World's Biggest Tea Party》的資料（英文）